# Stadtmauern von Bologna
Die Stadtmauern von Bologna (italienisch Mura di Bologna) umschlossen die italienische Stadt Bologna bis Anfang des 20. Jahrhunderts, dann wurden sie fast vollständig abgerissen, um Platz für die heutigen Ringstraßen zu schaffen. In drei aufeinanderfolgenden Ringen ab dem 3. Jahrhundert erbaut, sind im Bereich des historischen Zentrums, das die Bologneser oft als Bologna entro le mura bezeichnen, noch große Teile sichtbar.

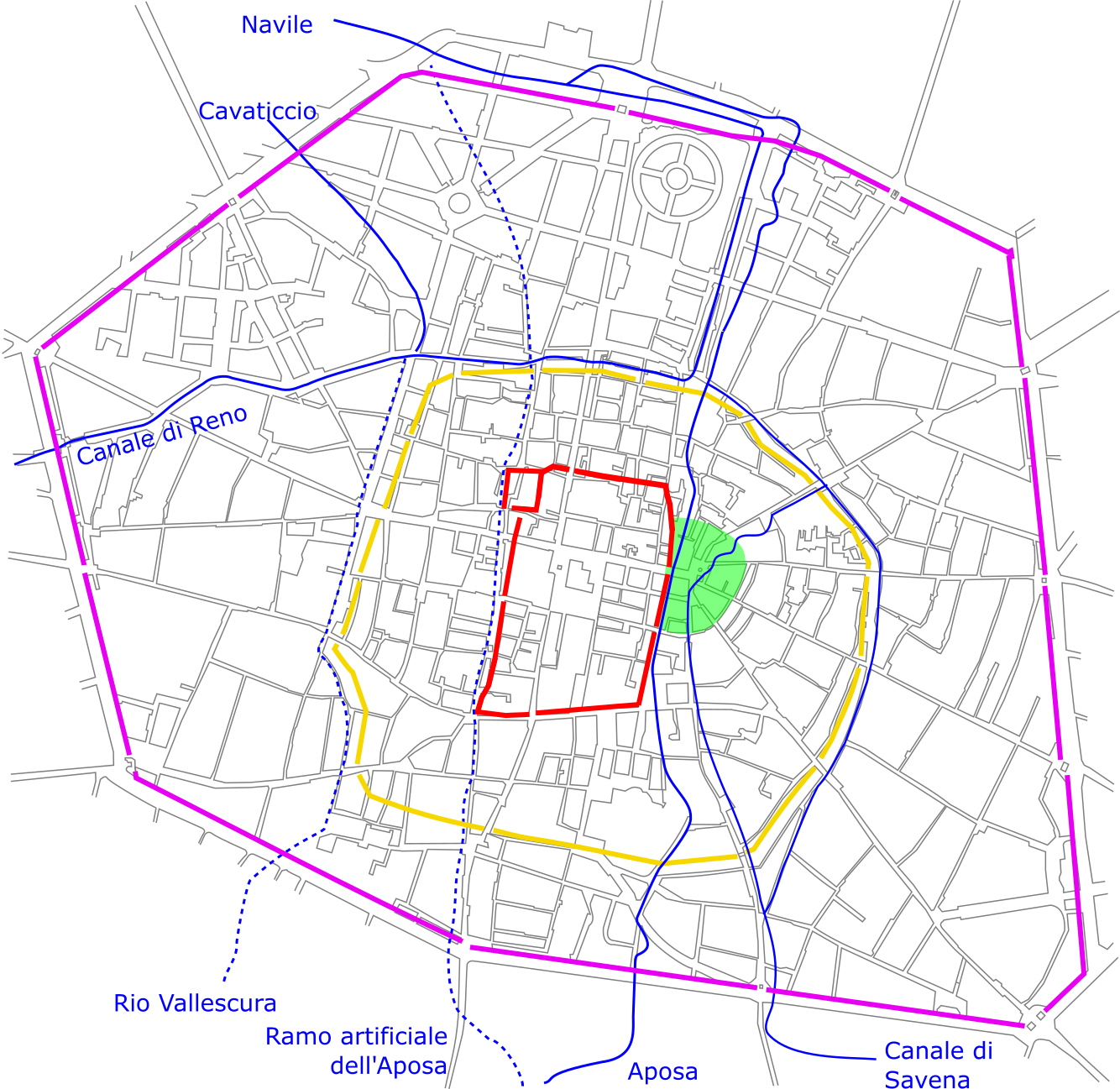
Die wichtigsten Mauerkreise in Bologna. In Rot die Selenitmauern (hypothetischer Grundriss), in Grün der lombardische Anbau, in Gelb die „cerchia del mille“ und in Lila die „circla“.

## Urzeitliche Befestigungen
Es wird angenommen, dass die Etrusker die erste Befestigung zum Schutz der Stadt bauten. Bei archäologischen Ausgrabungen auf der heutigen Piazza Azzarita im Jahr 1996 wurde bereits eine in Ost-West-Richtung verlaufende Palisade aus dem 8. Jahrhundert v. Chr. mit einer überdachten Galerie und einem oberen Laufgang nachgewiesen. Die Verteidigungsanlage war wahrscheinlich mit Holztürmen ausgestattet und von drei Gräben umgeben.
Höchstwahrscheinlich verfügte das römische Bononia auch über ein Verteidigungssystem aus Dämmen, Kanälen und Gräben, wie dem Aposa-Bach im Osten und dem Vallescura-Bach im Westen (der im 1. Jahrhundert v. Chr. weitgehend beseitigt wurde, da er ein Hindernis für die Stadtentwicklung darstellte). Es ist anzunehmen, dass zur Verteidigung Bononias fortschrittlichere Verteidigungsanlagen gebaut wurden, aber bis heute wurden keine archäologischen Spuren nachgewiesen.

## Die erste Mauer: derSelenit-Ring
Die ältesten Mauern, von denen heute noch sichtbare Reste erhalten sind, sind die der so genannten „cerchia di selenite“, die nach den Barbareneinfällen beim Niedergang des Weströmischen Reiches errichtet und erst in den 1920er Jahren entdeckt wurden.

Dieser Ring wurde aus Selenitblöcken hergestellt, einem gipshaltigen Mineral, das in den Hügeln von Bologna und im gesamten Gebiet der so genannten Kreideader der Romagna weit verbreitet ist. Die größtenteils aus wiederverwendeten Blöcken römischer Gebäude errichtete Mauer hatte eine Höhe von 7–8 m und eine Dicke von 2 m. Die Stadtmauer hatte eine langgestreckte viereckige Form, vermutlich mit Vorbauten im Südwesten, am römischen Theater (das im Inneren erhalten blieb) und im Nordosten, an der Piazzetta San Simone. Der von den Mauern geschützte Teil der Stadt war viel kleiner als das heutige historische Zentrum und auch kleiner als die römische Stadt. Er umfasste nur etwa zwanzig Hektar zwischen der Via Farini im Süden, der Via Manzoni im Norden und der Via Val d’Àposa im Westen, während er im Osten dem östlichen Verlauf des Baches Aposa (parallel zur Via Oberdan) folgte. Man spricht sogar von einer „rückgebildeten Stadt“. Die ärmsten Bezirke der antiken römischen Siedlung im Norden und Westen wurden ausgeklammert, die, unbewohnt und sich selbst überlassen, schließlich die Bezeichnung civitas antiqua rupta erhielten.
Nach dem Bau der Mauer wurde die Stadt von den Byzantinern in 12 Sektoren unterteilt, die als horae bezeichnet wurden, da zu jeder Tages- und Nachtzeit die Bewohner des diensthabenden Sektors mit der Verteidigung der Stadt betraut waren.
Es ist nicht möglich, ein genaues Baudatum zu nennen, und es wurden dazu zahlreiche Hypothesen aufgestellt:
- Der Forscher Angelo Finelli datierte sie auf das frühe 5. Jahrhundert;[5][6]
- Der Historiker Albano Sorbelli schrieb sie den Langobarden nach deren Eroberung der Stadt im Jahr 727 zu;[5]
- Die Historikerin Gina Fasoli vermutet, dass sie von Theoderich zwischen dem späten 5. und frühen 6. Jahrhundert errichtet wurden;[5][7]
- Der Architekt Franco Bergonzoni datiert sie in die späte Kaiserzeit (zweite Hälfte des 3. Jahrhunderts) zurück;[5][8]
- Antonio Ivan Pini schreibt sie den Byzantinern zu, d. h. zwischen 569 und 727 (möglicherweise im Jahr 641);[5][9]
- andere bringen sie mit ungarischen Einfällen im 10. Jahrhundert in Verbindung;[5]
- Studien belegen, dass sie zwischen dem späten 4. und dem frühen 5. Jahrhundert entstanden sind, was sich mit den Beobachtungen von Finelli und den Berichten des byzantinischen Historikers Zosimos deckt, wonach Bononia der Belagerung durch Alarich I. im Jahr 402 standgehalten hat und daher höchstwahrscheinlich mit einem effizienten Verteidigungssystem ausgestattet war.[10]

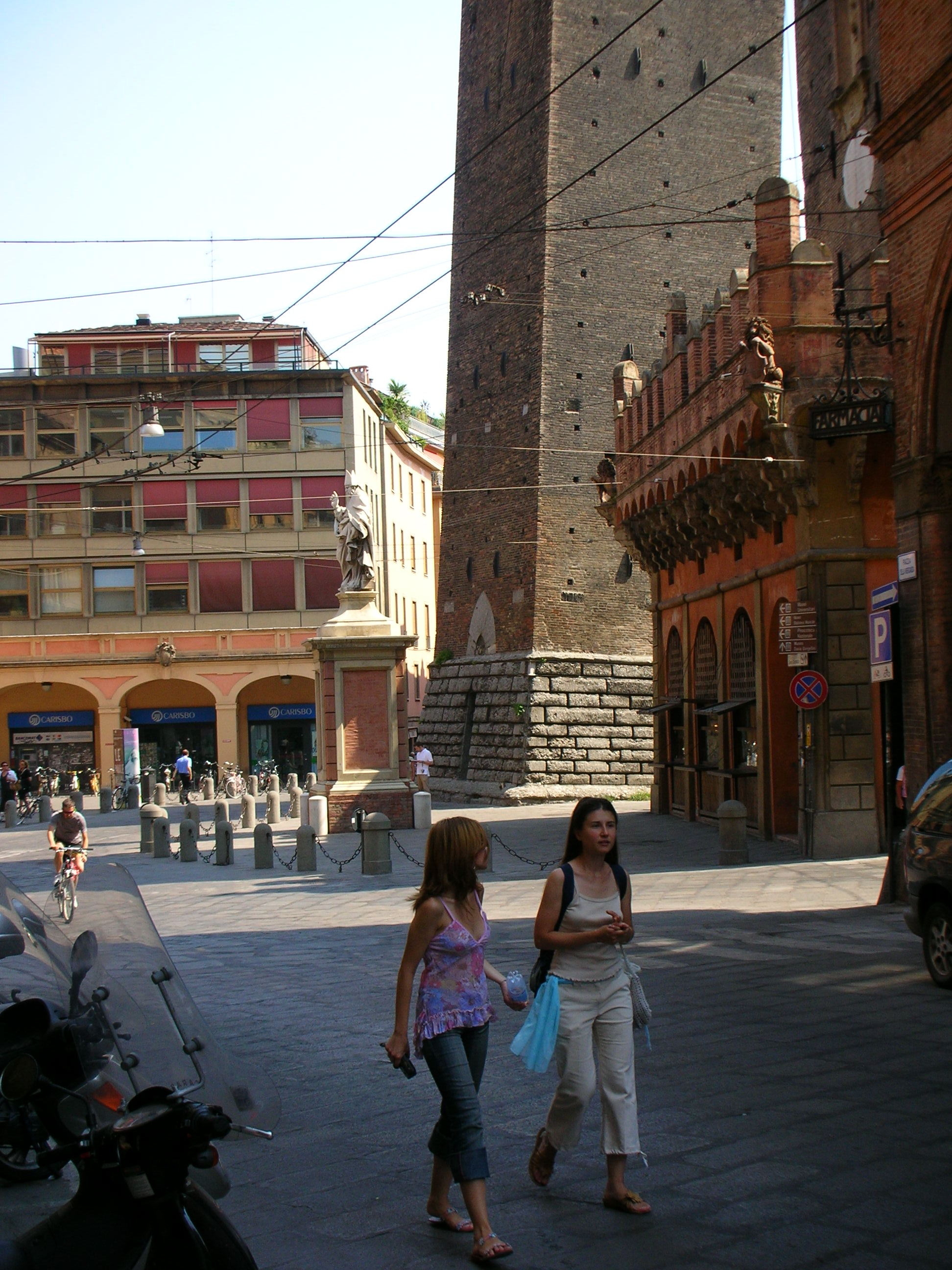
Piazza di Porta Ravegnana

Ursprünglich gab es vier Tore, die entlang des cardo maximus und decumanus maximus der Stadt angeordnet waren:
- Porta Ravegnana oder Porta Ravennate, so genannt, weil sie sich an der Via San Vitale in Richtung Ravenna befand
- Porta di San Procolo oderPorta Procola, die sich an der heutigen Via d’Azeglio in der Nähe der Kirche von San Procolo befand
- Porta Stiera oder Porta di San Sotero, gelegen an der Via Emilia oder, nach einer anderen Hypothese, an der Via Marsala in Richtung Modena
- Porta di San Cassiano, später umbenannt in Porta Piera oder Porta di San Pietro, da sie in der Nähe der Kathedrale San Pietro log

Später kamen drei weitere hinzu:
- Porta Nova di Castiglione
- Porta Nova, später wahrscheinlich in den Torre Lapi integriert
- Porta di Castello, die den Zugang zur kaiserlichen Festung ermöglichte

Die Selenitblöcke wurden größtenteils für den Bau von Wohnhäusern, Turmsockeln und Pfeilern wiederverwendet. Heute sind nur noch wenige Teile dieser antiken Mauer erhalten, von denen einer in der Casa Conoscenti in der Via Manzoni zu sehen ist, ein weiterer wurde in der Via Rizzoli und ein weiterer in der Via de’ Toschi bei Ausgrabungen im Jahr 1921 entdeckt.

### Die vier Kreuze

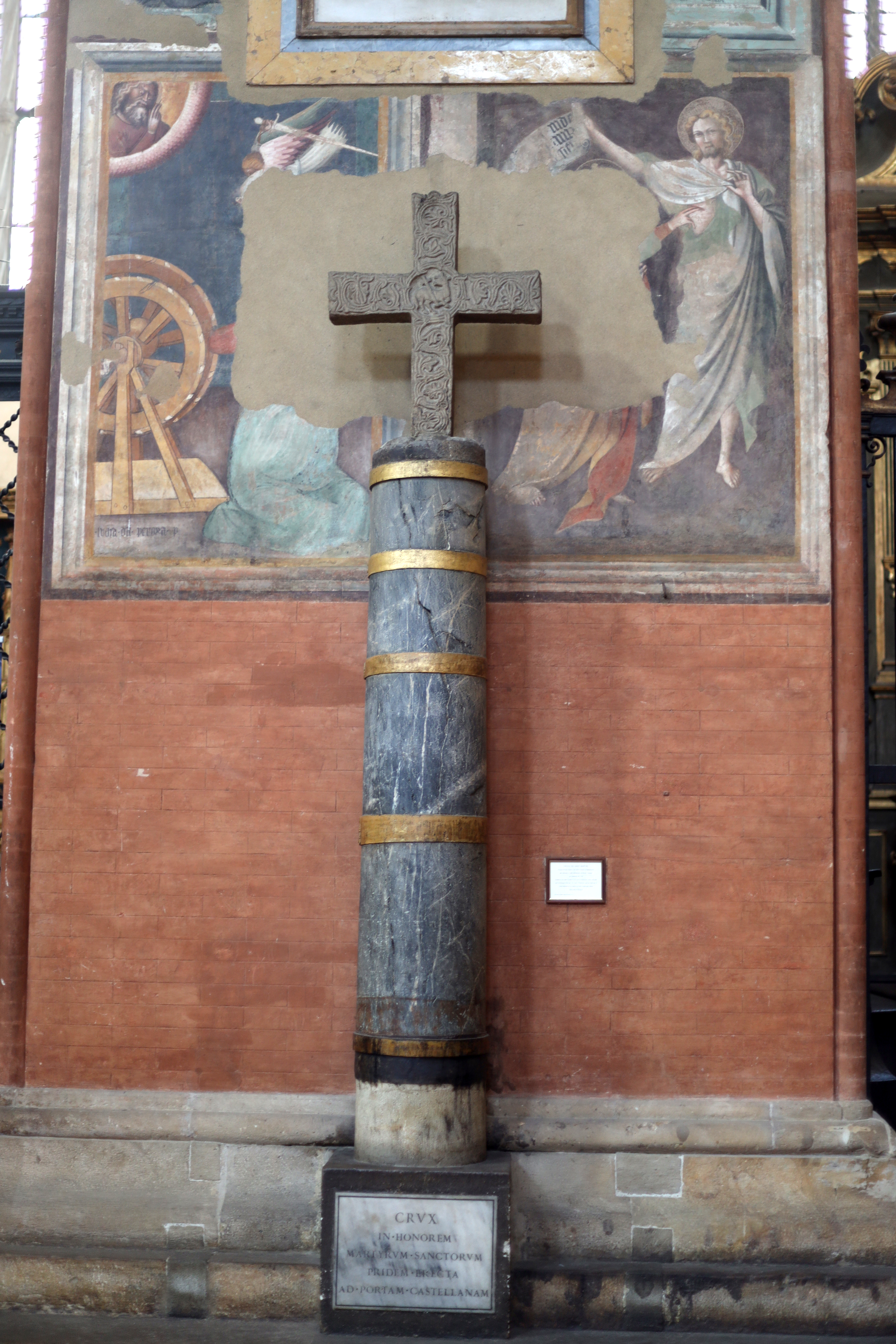
Kreuz der Märtyrer, heute in der Basilika San Petronio zu sehen

In der Spätantike und im Mittelalter gab es in Bologna zahlreiche Kreuze, die auf antiken, umgedrehten Säulen standen und oft von kleinen Kapellen geschützt wurden. Sie befanden sich an wichtigen Punkten im Stadtgefüge, wie Kreuzungen, Plätzen oder Kirchen. Die ältesten scheinen zwischen dem Ende des 4. und dem 5. Jahrhundert außerhalb des Selenitringes in den vier Himmelsrichtungen in der Nähe von vier Stadttoren aufgestellt worden zu sein. Einige historische Quellen datieren dieses Ereignis auf die Jahre 392–393, und die Überlieferung besagt, dass der damalige Bischof Ambrosius von Mailand sie veranlasst hat. Eine andere, vielleicht weniger zuverlässige Überlieferung datiert den Bau stattdessen auf das Ende des 5. Jahrhunderts auf Veranlassung des damaligen Bischofs Petronius von Bologna. Die Steinkreuze wurden mehrmals umgebaut und ersetzt. Die heute sichtbaren stammen alle aus dem 12. und 13. Jahrhundert; die Säulen, auf denen sie ruhen, wurden dagegen aus der Römerzeit wiederverwendet. Im Mittelalter wurden die vier Kreuze durch pyramidenförmige Ädikulae geschützt, die von Säulen mit Löwen und stilisierten Greifen getragen wurden. Sie wurden erst 1798 entfernt und werden heute in der Basilika San Petronio aufbewahrt. Vier Tafeln, die 1999 vom Komitee für das historische und künstlerische Bologna angebracht wurden, markieren ihren ursprünglichen Standort in der Stadt.
Ihre Namen sind:
- Croce dei Santi Apostoli ed Evangelisti, seit 1159 auch als Croce di Porta Ravegnana bekannt und auf der Piazza di Porta Ravegnana gelegen, gegenüber dem Platz, an dem später die beiden Türme errichtet werden sollten.
- Croce delle Sante Vergini, aus dem 10. Jahrhundert, auch bekannt als Croce di strada Castiglione oder di San Damiano oder auch dei Casali, liegt im Südosten, nahe der Kreuzung von Via Farini und Via Castiglione.
- Croce di Tutti i Santi, aus dem 11. Jahrhundert, auch bekannt als Croce di Porta Procula oder di San Martino, liegt im Südwesten, in der Nähe des antiken römischen Theaters, an der Kreuzung der heutigen Via Barberia und Via Collegio di Spagna.
- Croce dei Santi Martiri, aus dem 11. bis 12. Jahrhundert, auch bekannt als Croce di Porta Stiera oder Croce di Porta Castello (in der Nähe der beiden Tore) oder Croce dei Santi Fabiano e Sebastiano, liegt im Nordwesten und entspricht mehr oder weniger dem antiken römischen Handelsforum.

### Langobardische Erweiterung
Wahrscheinlich geht sie auf das 8. Jahrhundert zurück, als die Langobarden die Stadt beherrschten und einen weiteren Mauerabschnitt errichteten, der als „langobardische Erweiterung“ bezeichnet wird und sich an die Ostseite des ersten Rings anschließt (ohne jedoch die Kirche Santo Stefano einzubeziehen). Die radiale Entwicklung der heutigen Via Zamboni, Via San Vitale, Strada Maggiore, Via Santo Stefano und Via Castiglione, die von der Porta Ravegnana ausgingen, führte wahrscheinlich dazu, dass die langobardische Siedlung die Form eines Halbkreises annahm, dessen Mittelpunkt die heutige Piazza di Porta Ravegnana war. Das Stadtbild zeigt noch Spuren davon in der kurvenreichen Anordnung der Straßen, die sich um die beiden Türme auf der Ostseite ranken (auf der Westseite fehlen sie).

## Der zweite Mauerring: DieCerchia del Mille

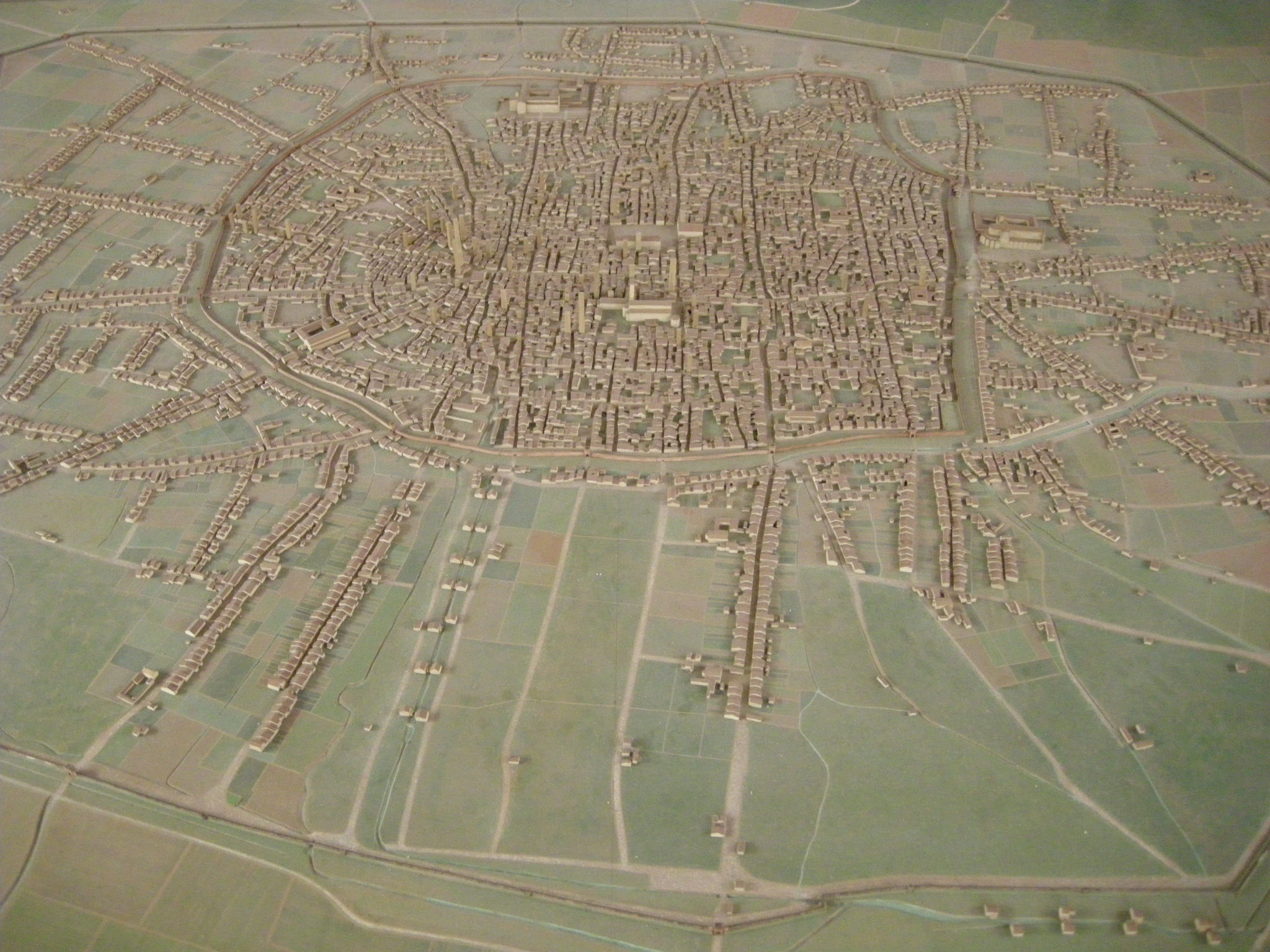
Modell der Stadt Bologna im 13. Jahrhundert, auf dem die „cerchia dei torresotti“ zu erkennen ist (Museo civico medievale)

Die Ausdehnung der Stadt und das Entstehen neuer Vororte außerhalb der Mauern machten den Bau eines neuen Mauerrings erforderlich. Obwohl man glaubte, dass ihr Bau zwischen 1176 und 1192 (oder 1208 nach anderen Quellen) im Zusammenhang mit dem Konflikt mit Friedrich Barbarossa stattfand, haben neuere Studien ein früheres Datum ergeben, was die Richtigkeit des antiken Namens Cerchia del Mille bekräftigt. Die 1163 von Barbarossa angeordnete Teilzerstörung von Mauern und Gräben ist daher, so die These, diesem Ring und nicht dem Selenitring zuzurechnen.
Dieser zweite Ring war etwa 3,5 km lang und verfügte über 18 Tore, die auch als serragli oder torresotti bezeichnet wurden, da sie alle von einem Turm überragt wurden. Bis auf vier in die Stadt integrierte Tore sind alle abgerissen. Einige Überreste des Mauerrings, wie der Abschnitt auf der Piazza Verdi oder der in der Via Maggia, sind noch sichtbar.
Die Tore trugen oft den Namen der Straße, in die sie hineinführten:
- Serraglio di Strada Maggiore, wurde 1256 abgerissen
- Pusterla del Borgo di San Petronio, auch bekannt als Pusterla di San Petronio Vecchio oder Pusterla della Paglia, wurde im 13. Jahrhundert abgerissen
- Serraglio di Strada Santo Stefano, das auch einfach Serraglio di Santo Stefano, genannt wird, wurde 1256 abgerissen; eine Gedenktafel an der Nummer 38 der gleichnamigen Straße erinnert daran.
- Torresotto di Castiglione, auch bekannt als Voltone di Castiglione, ist noch heute entlang der gleichnamigen Straße in der Nähe des Teatro Duse zu sehen
- Serraglio di San Procolo, das 1555 abgerissen wurde und zu dessen Erinnerung in der gleichnamigen Straße eine Gedenktafel angebracht ist
- Serraglio o Pusterla di Val d’Aposa, vielleicht auch als Porta Mariana bekannt, befand sich an der heutigen Via Tagliapietre und wurde 1570 abgerissen.
- Pusterla di Sant’Agnese, das 1488 abgerissen wurde und an das eine Gedenktafel in der Via Bocca di Lupo, in der Nähe der Stelle, an der sich das Tor befand, erinnert
- Serraglio del Borgo di Saragozza, auch einfach als Serraglio di Saragozza bekannt, wurde bereits im 12. Jahrhundert erwähnt und im 16. Jahrhundert abgerissen
- Serraglio di Berberia, das 1257 abgerissen wurde und an das eine Gedenktafel in der gleichnamigen Straße erinnert
- Serraglio di Porta Nova, auch bekannt als Voltone di San Francesco oder Serraglio del Pratello, ist noch teilweise an der Einmündung der gleichnamigen Straße auf der Piazza Malpighi sichtbar
- Serraglio di Porta Stiera, an der heutigen Via San Felice und Via Ugo Bassi gelegen, wurde nach einigen Quellen im 14. Jahrhundert, nach anderen im Jahr 1596 abgerissen
- Pusterla del Borgo delle Casse, auch bekannt als Posterla dei Maggi, wurde in der Nähe der heutigen Via Maggia errichtet und 1547 abgerissen. Wahrscheinlich bezieht sich die Gedenktafel in der Via Nazario Sauro darauf.
- Serraglio del Poggiale, das zwischen der Via Nazario Sauro und Via San Carlo lag und von dem heute noch einige Fotos zeugen, wurde 1943 bei einem Bombenangriff zerstört
- Serraglio del Borgo di Galliera, auch bekannt als Serraglio di Porta Galliera, wurde 1256 abgerissen
- Serraglio di Porta Govese, auch bekannt als Voltone di Piella oder Torresotto dei Piella, ist noch heute zwischen Via Piella und Via Bertiera zu sehen.
- Serraglio di San Martino dell’Aposa, wurde 1841 abgerissen
- Serraglio di Strada San Donato, auch einfach Serraglio di San Donato genannt, wurde 1257 abgerissen und ist höchstwahrscheinlich identisch mit der in einigen Berichten erwähnten Menagerie in Borgo San Giacomo, die sich in der Nähe der Straße befindet, nach der das Tor benannt ist
- Serraglio di Strada San Vitale, auch bekannt als Voltone di San Vitale oder Torresotto di San Vitale, genannt, ist noch heute entlang der gleichnamigen Straße zu sehen, die zur Piazza Aldrovandi führt.

Tore des zweiten Mauerrings
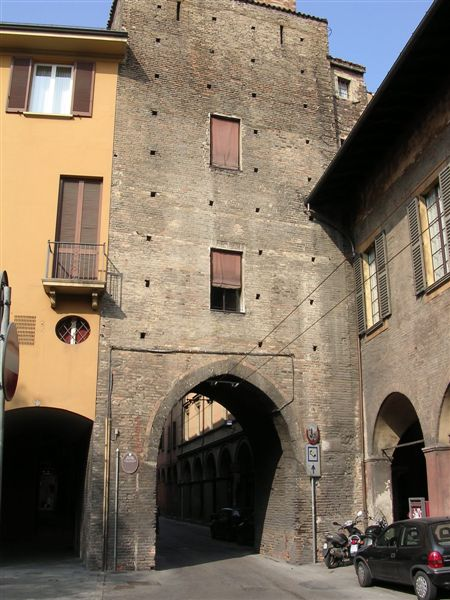
Torresotto di San Vitale
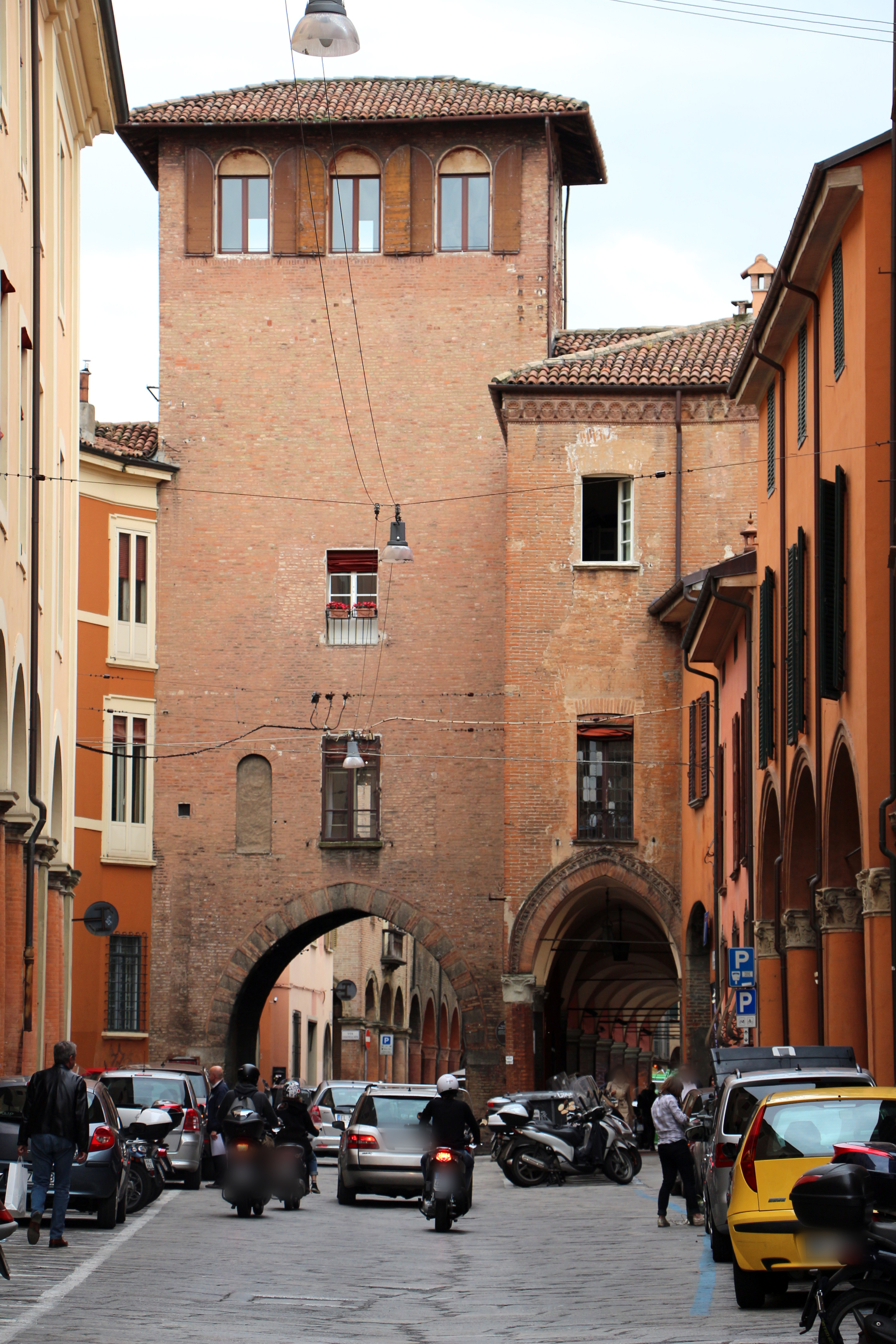
Torresotto di via Castiglione
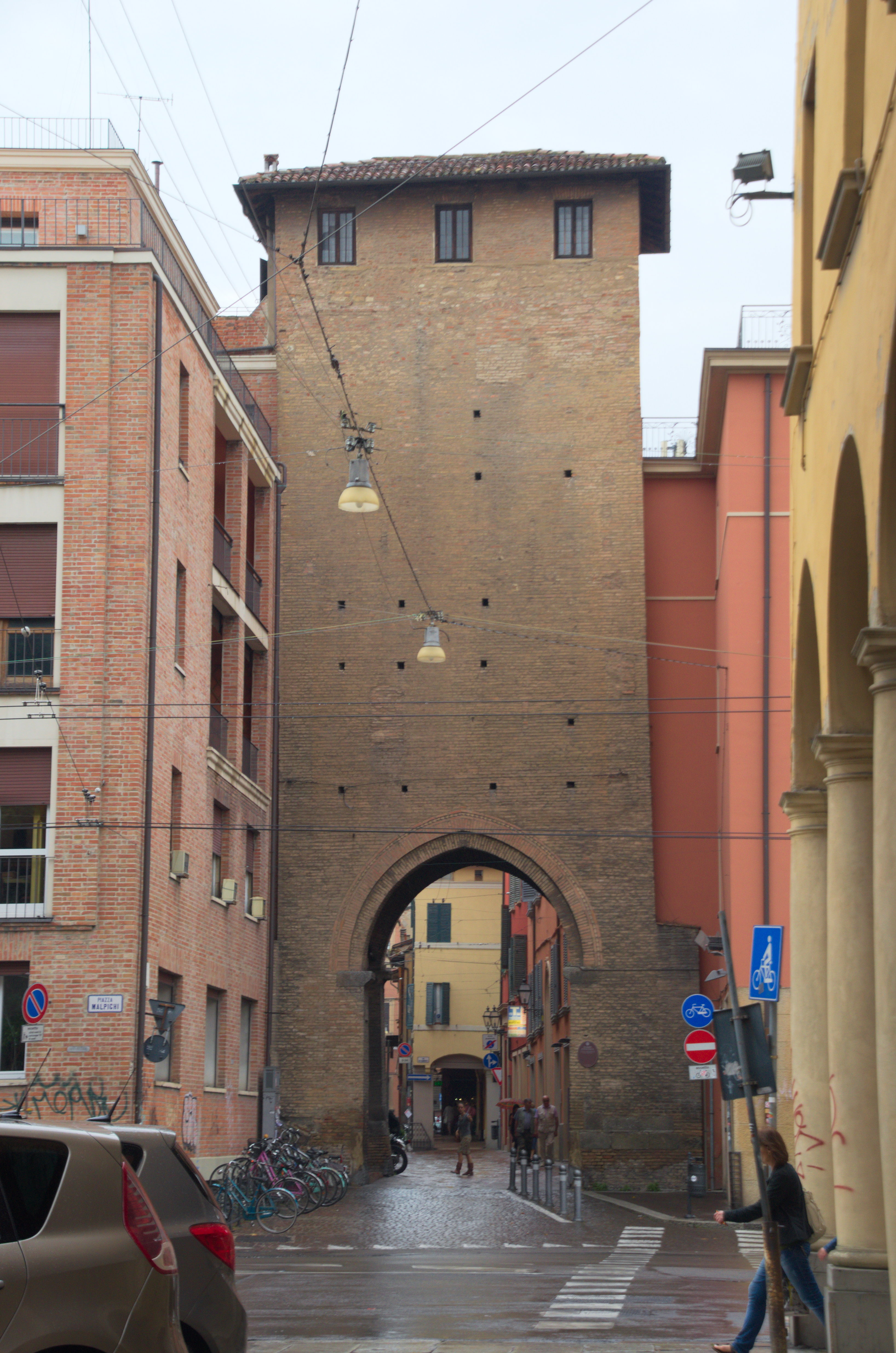
Torresotto di Porta Nova
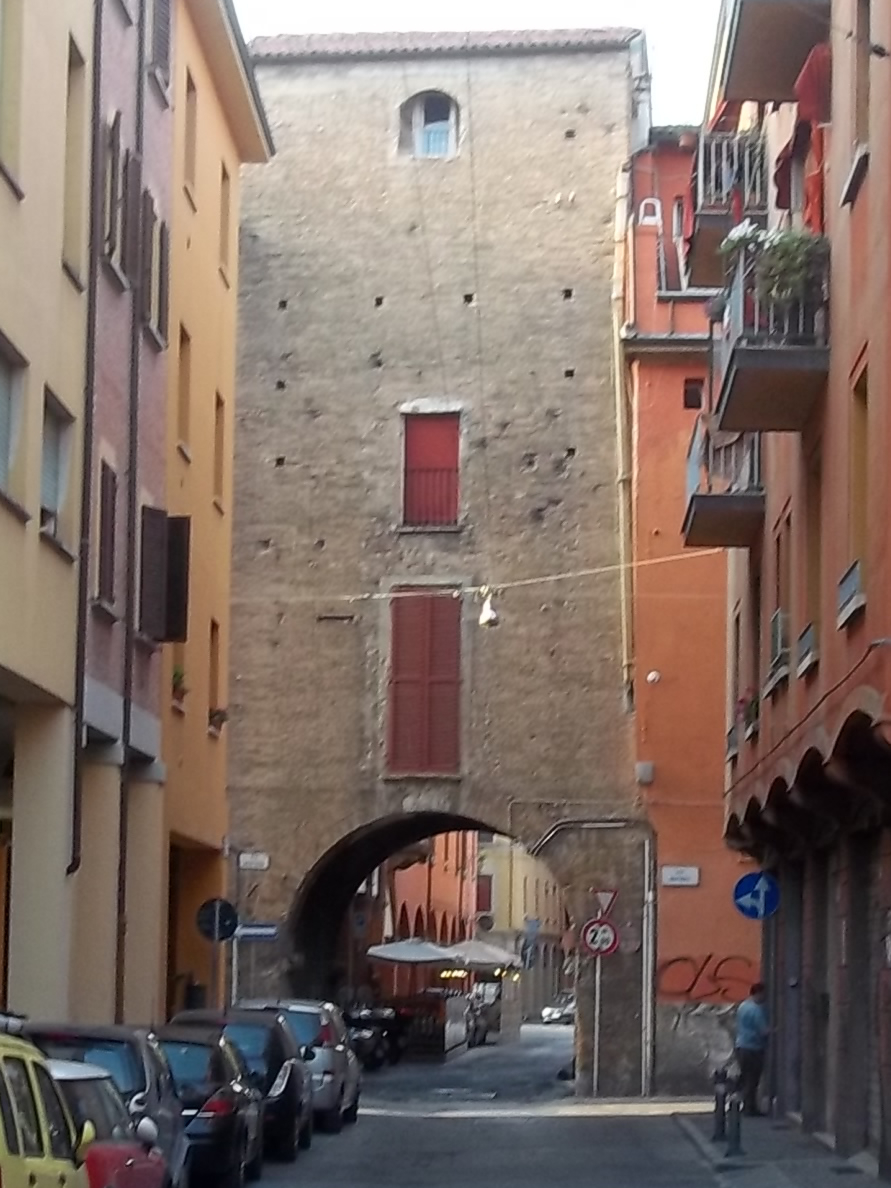
Torresotto di Porta Govese

## Der dritte Mauerring: DieCircla

Tore von Bologna

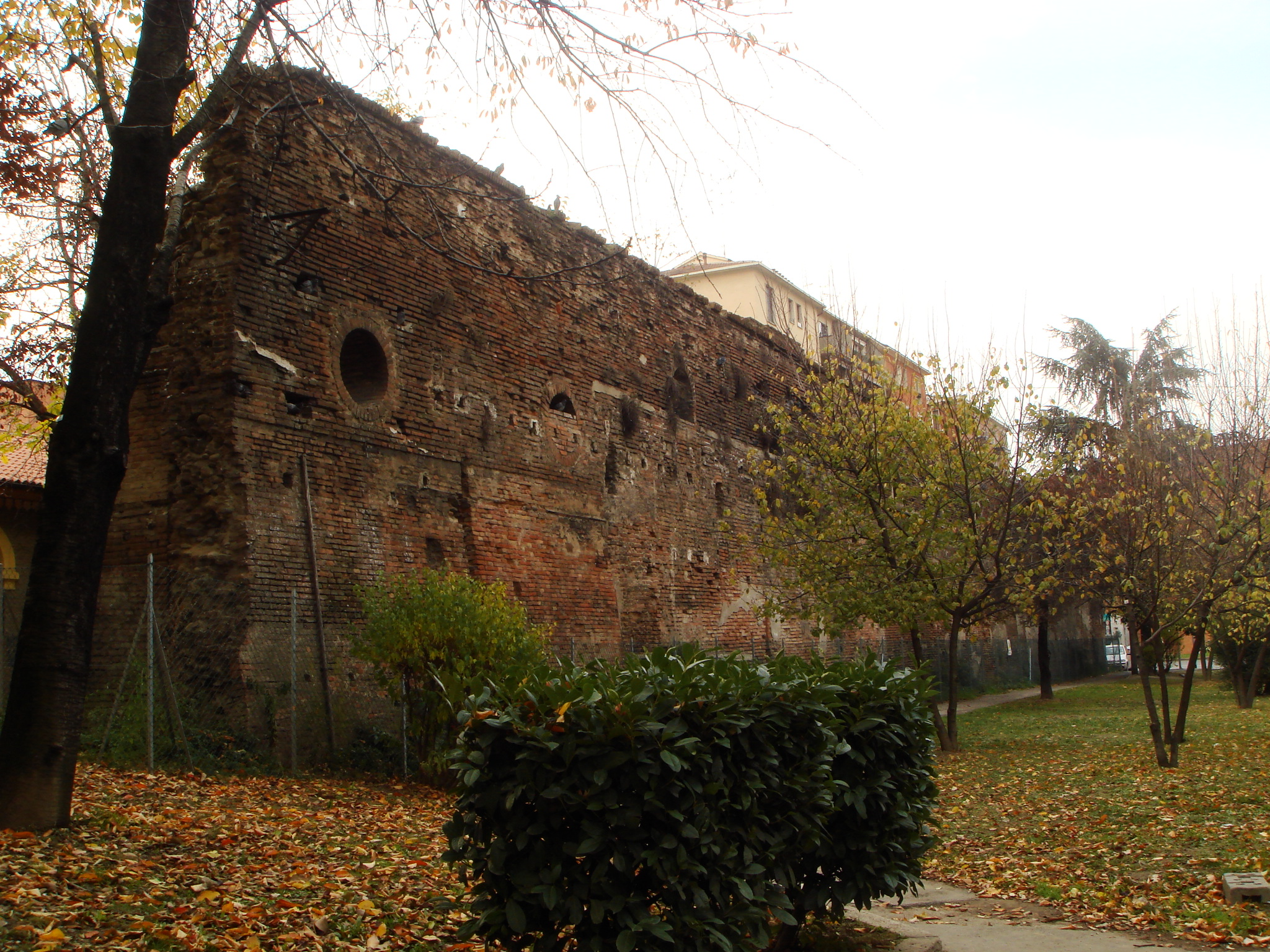
Ein Teil der Mauern des dritten Ringes in der Nähe der Porta Lame

Der letzte Ring in polygonaler Form, der so genannte Cresta oder Circla, entsprach in seinem Umfang den heutigen Ringstraßen und umschloss die Cerchia del Mille vollständig. Ihr Bau geht auf das frühe 13. Jahrhundert zurück, als die Stadt sich durch die Einbeziehung der Außenbezirke in Stadtteile zu gliedern begann. Ursprünglich 1226 als Holzpalisade geplant, wurde erst 1327 mit dem Bau aus Ziegelsteinen begonnen, der 1390 abgeschlossen und nach der alten Technik des Sackmauernwerks ausgeführt wurde, d. h. es wurden zwei parallele Ziegelwände im Abstand von etwa einem Meter erstellt, in die ein Gemisch aus Kieselsteinen, Ziegeln und Sand geschüttet wurde. Diese Architektur ist in den noch erhaltenen Mauerabschnitten und den erhaltenen Toren noch gut sichtbar.
Die dritte Mauer erstreckte sich über eine Länge von etwa 7,6 km und verfügte über zwölf Tore mit Zugbrücken, um den äußeren Graben zu überwinden, während auf der Innenseite eine (ebenfalls noch teilweise sichtbare) Böschung errichtet wurde, die sich an einigen Stellen mehr als 70 Meter in Richtung Stadtzentrum erstreckte.
Die zwölf Tore waren:

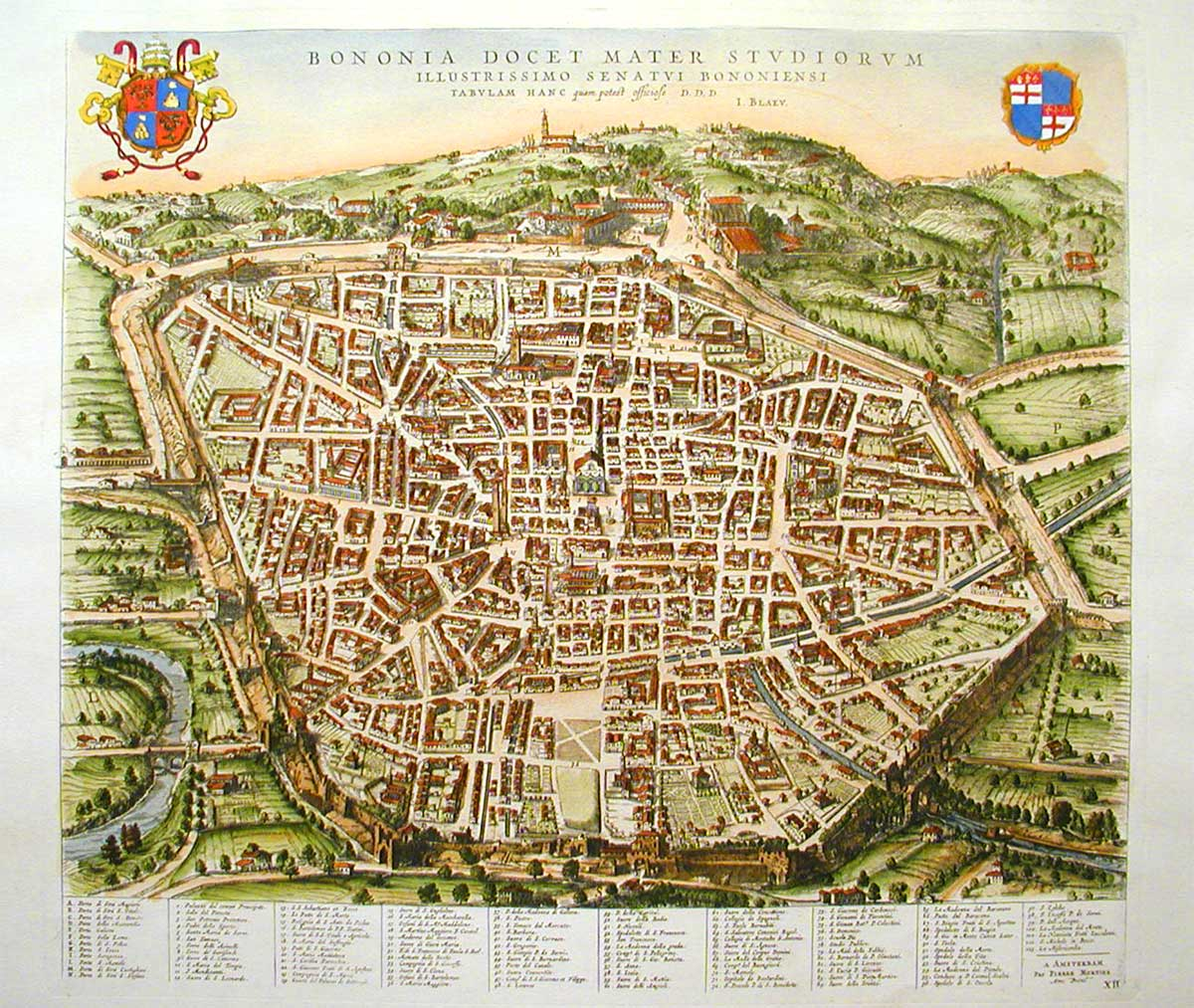
Bologna innerhalb der Stadtmauern nach dem Plan von Blaeu (1640)

- Porta Maggiore, heute auch Porta Mazzini genannt, nach dem Namen der dortigen Via Emilia
- Porta Santo Stefano, 1843 in seiner heutigen Form wiederaufgebaut
- Porta Castiglione, umgestaltet im 15. Jahrhundert
- Porta San Mamolo, 1903 abgerissen
- Porta Saragozza, das in seiner heutigen Form zwischen 1845 und 1847 umgebaut wurde
- Porta Sant’Isaia, auch bekannt als Porta Pia, erbaut 1568 und abgerissen 1903
- Porta San Felice, wiederaufgebaut im Jahr 1508
- Porta delle Lame, wiederaufgebaut im Jahr 1677
- Porta Galliera, wiederaufgebaut zwischen 1659 und 1661
- Porta Mascarella, umgestaltet im 16. Jahrhundert
- Porta San Donato, umgestaltet im 15. Jahrhundert
- Porta San Vitale, privater Vorbau seit 1952

Noch bestehende Tore des dritten Mauerrings
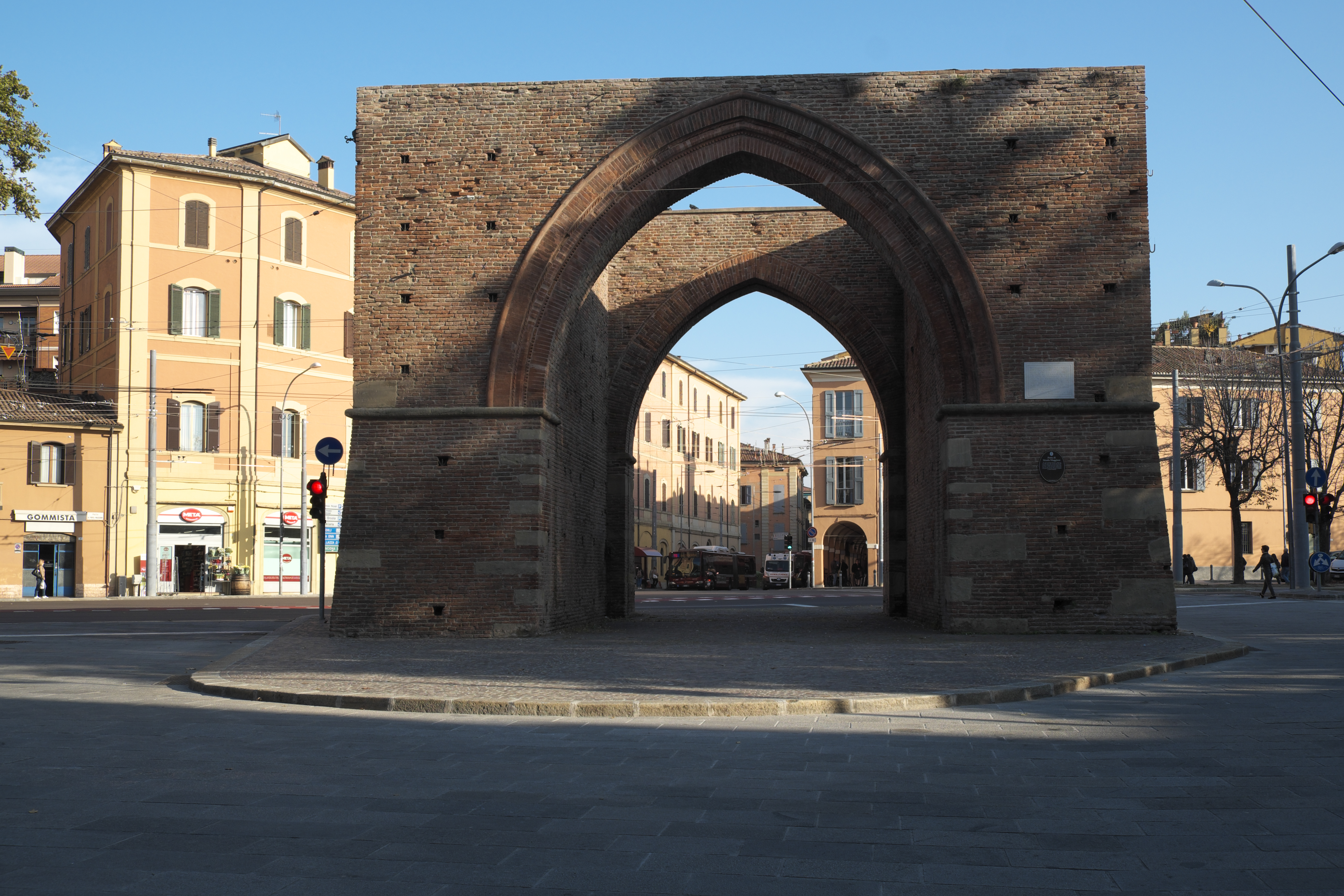
Porta Maggiore (o Mazzini)
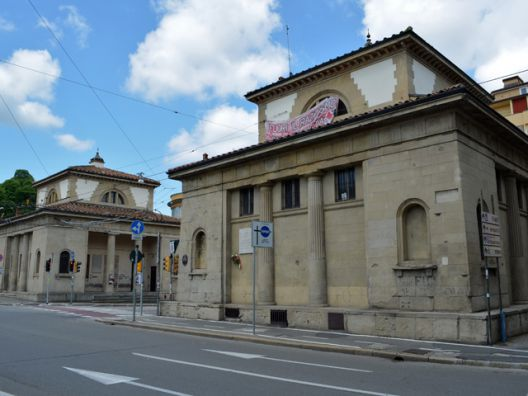
Porta Santo Stefano
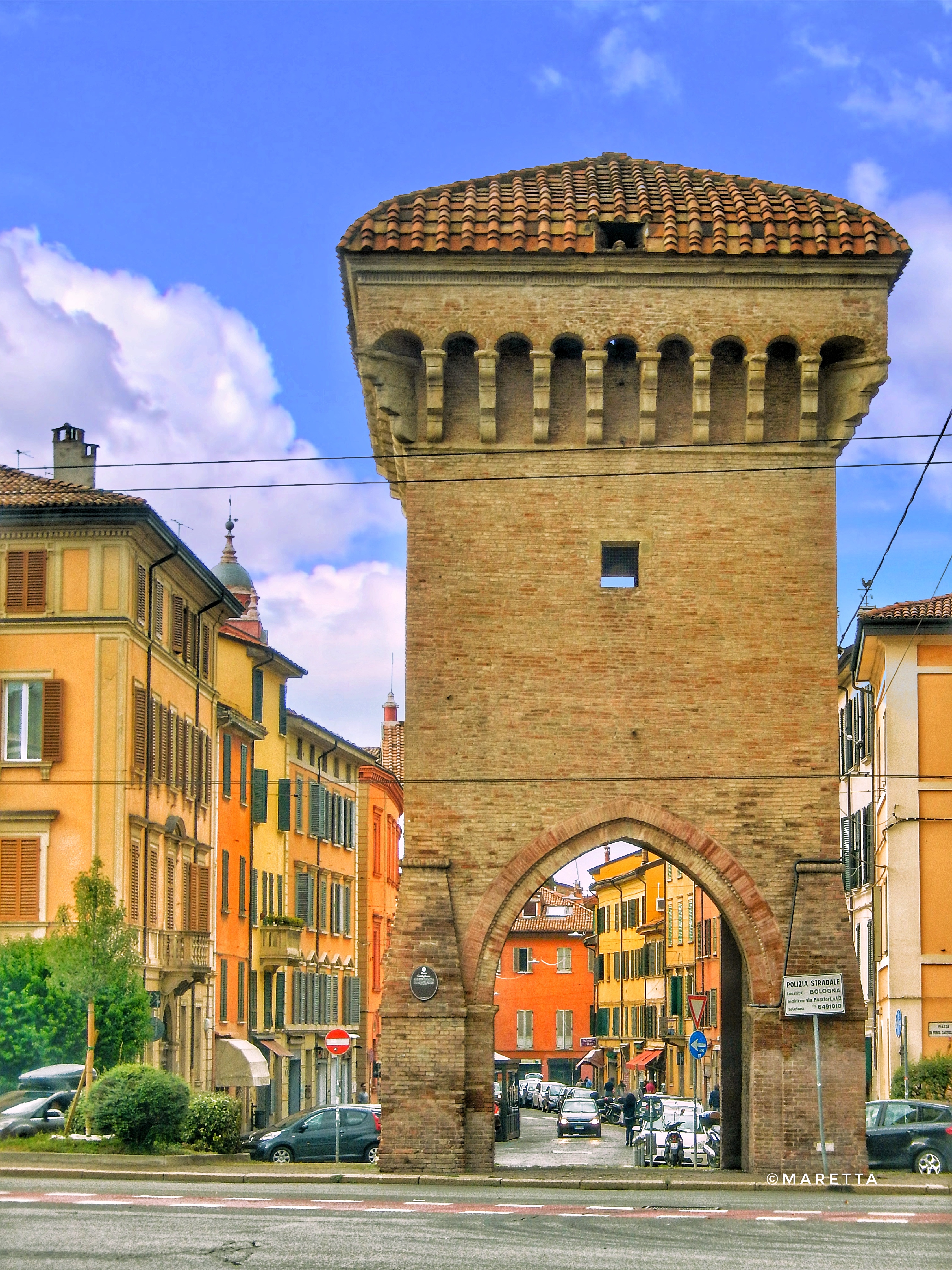
Porta Castiglione
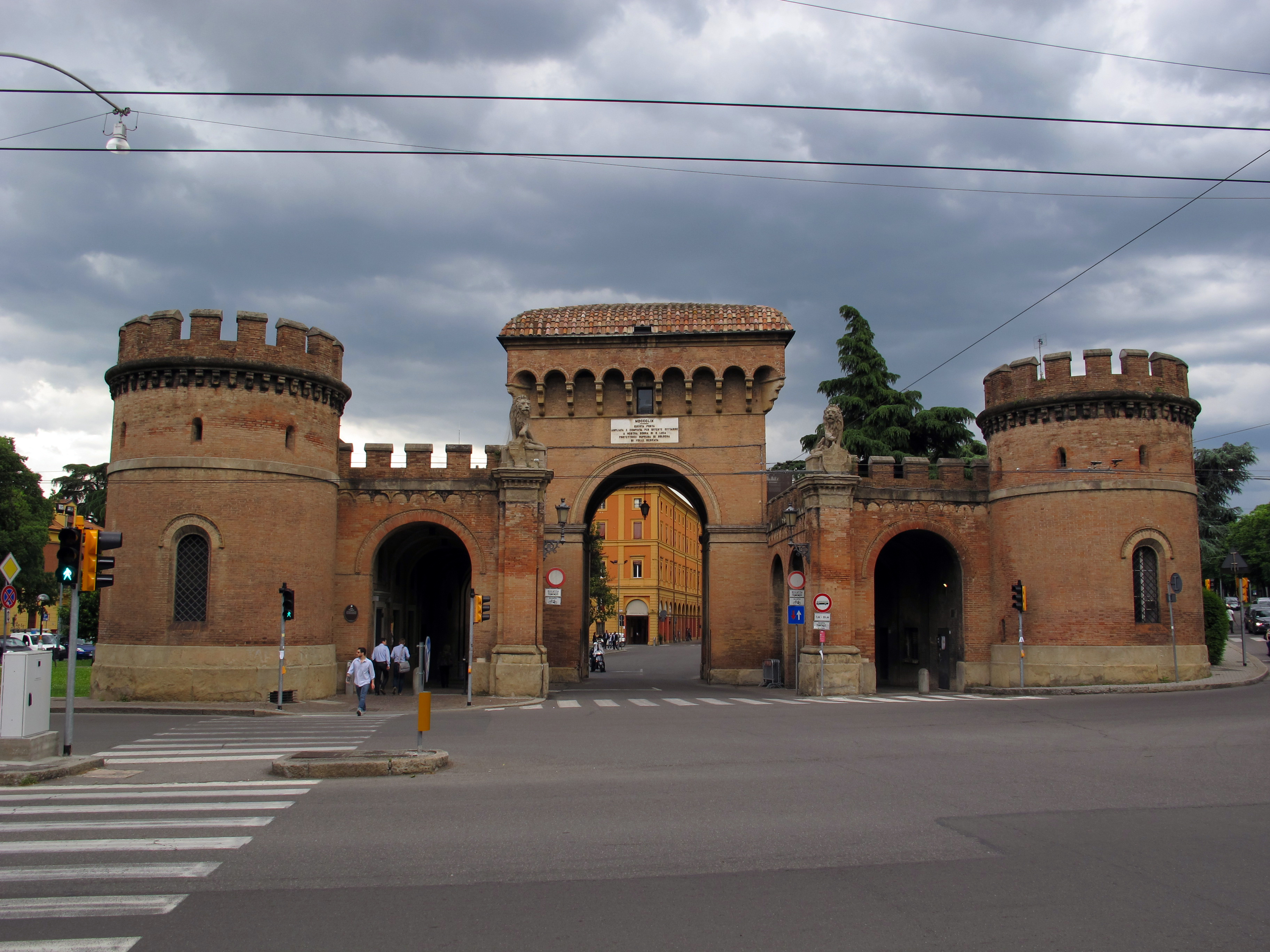
Porta Saragozza
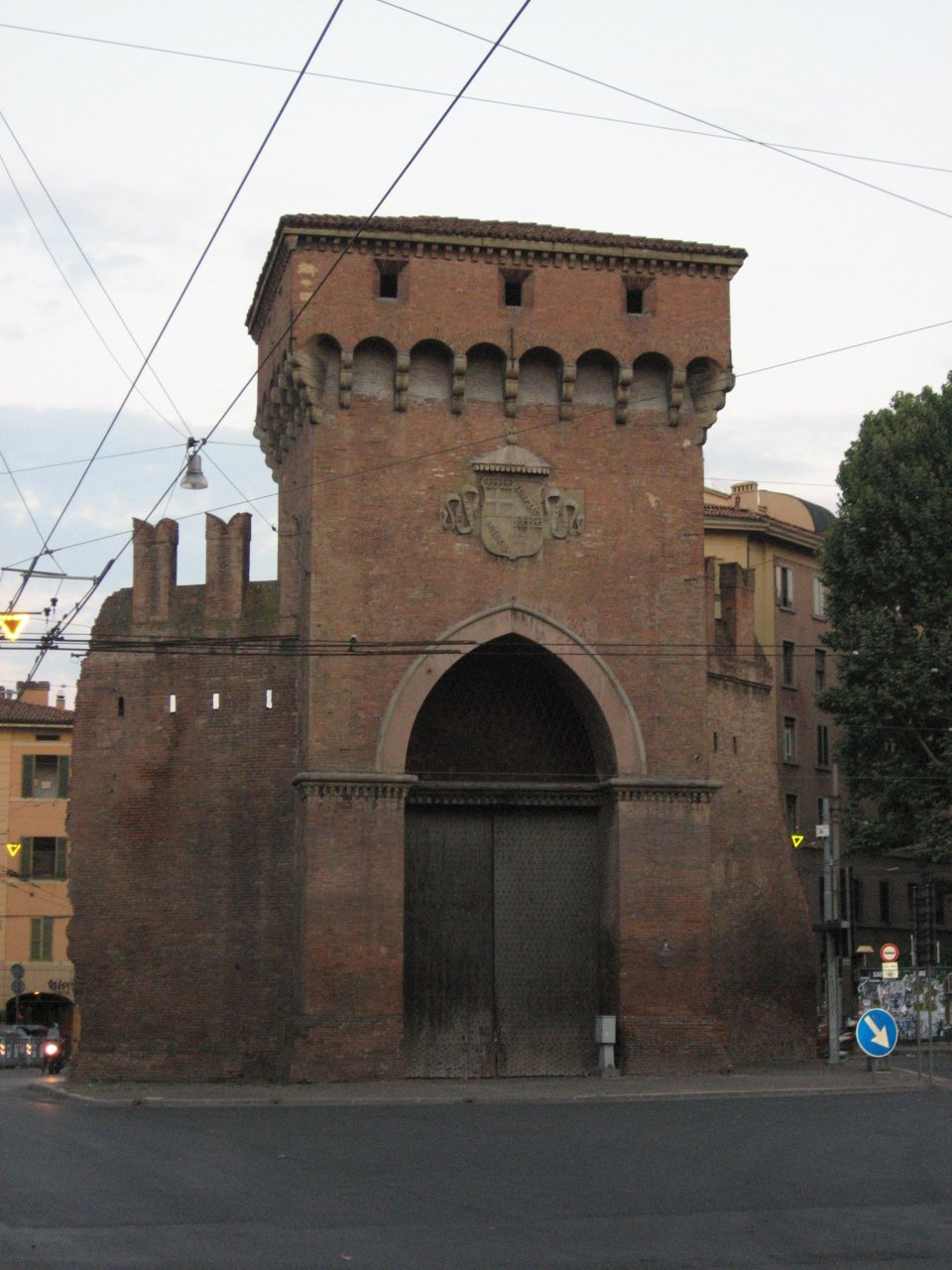
Porta San Felice
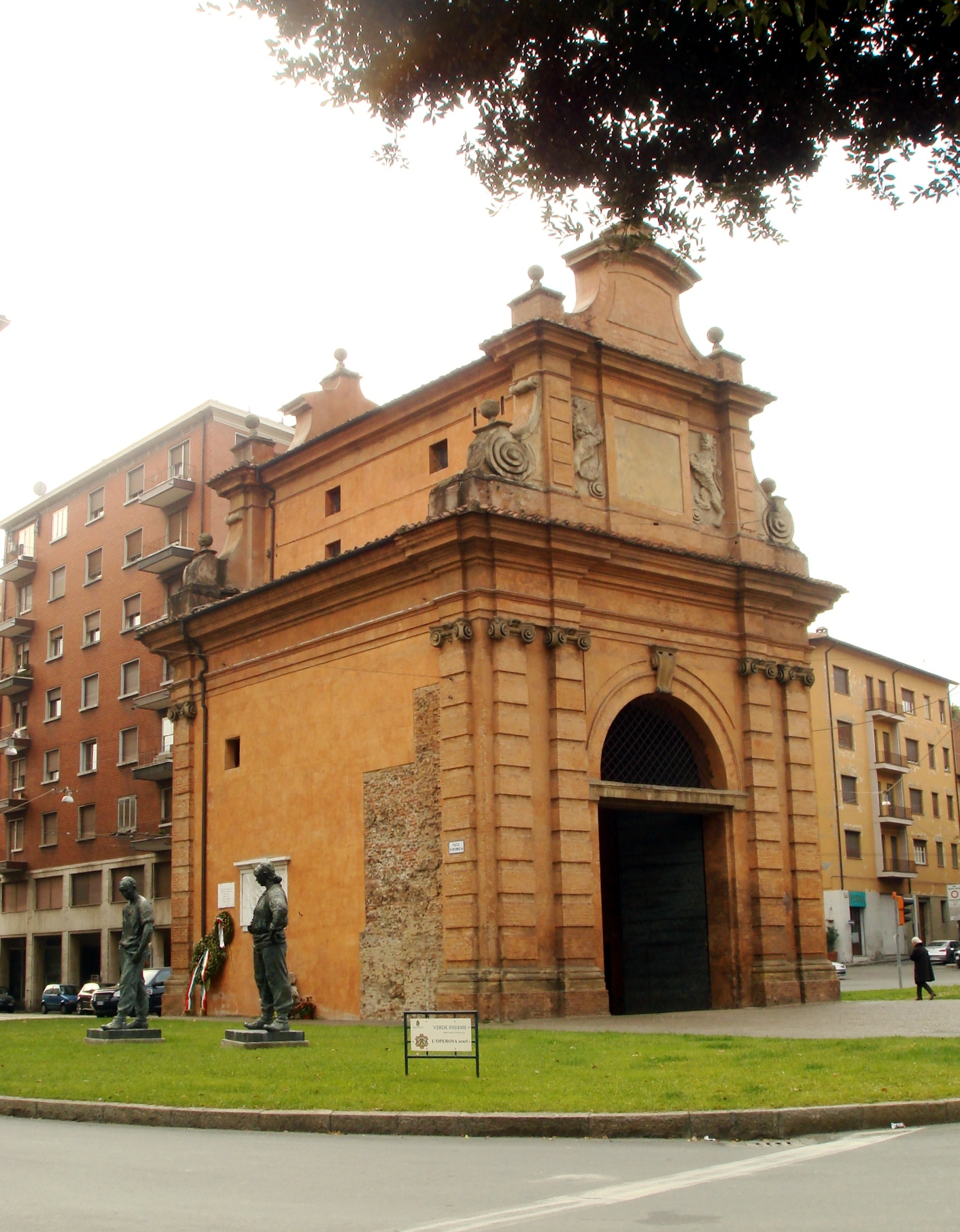
Porta delle Lame
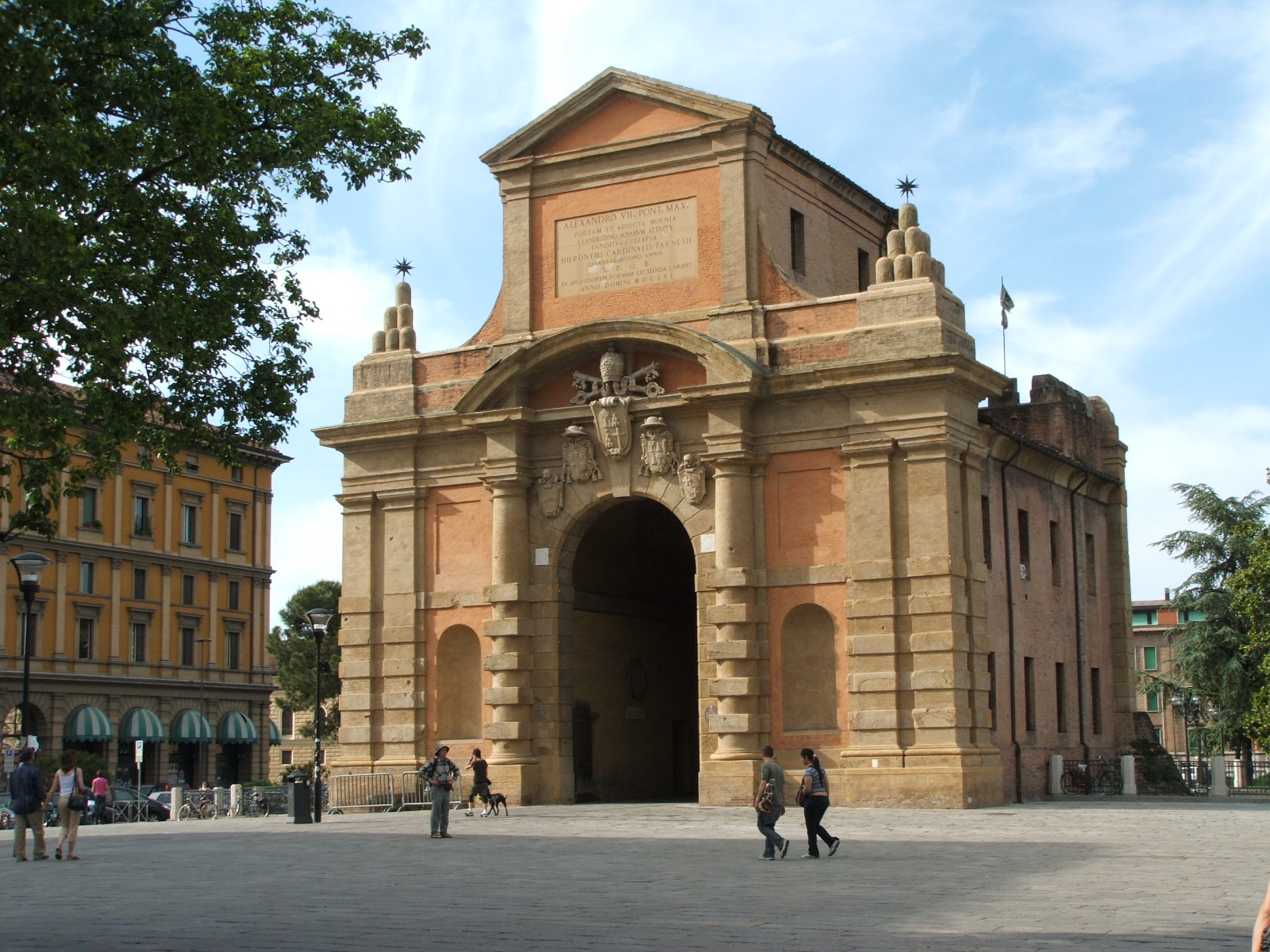
Porta Galliera
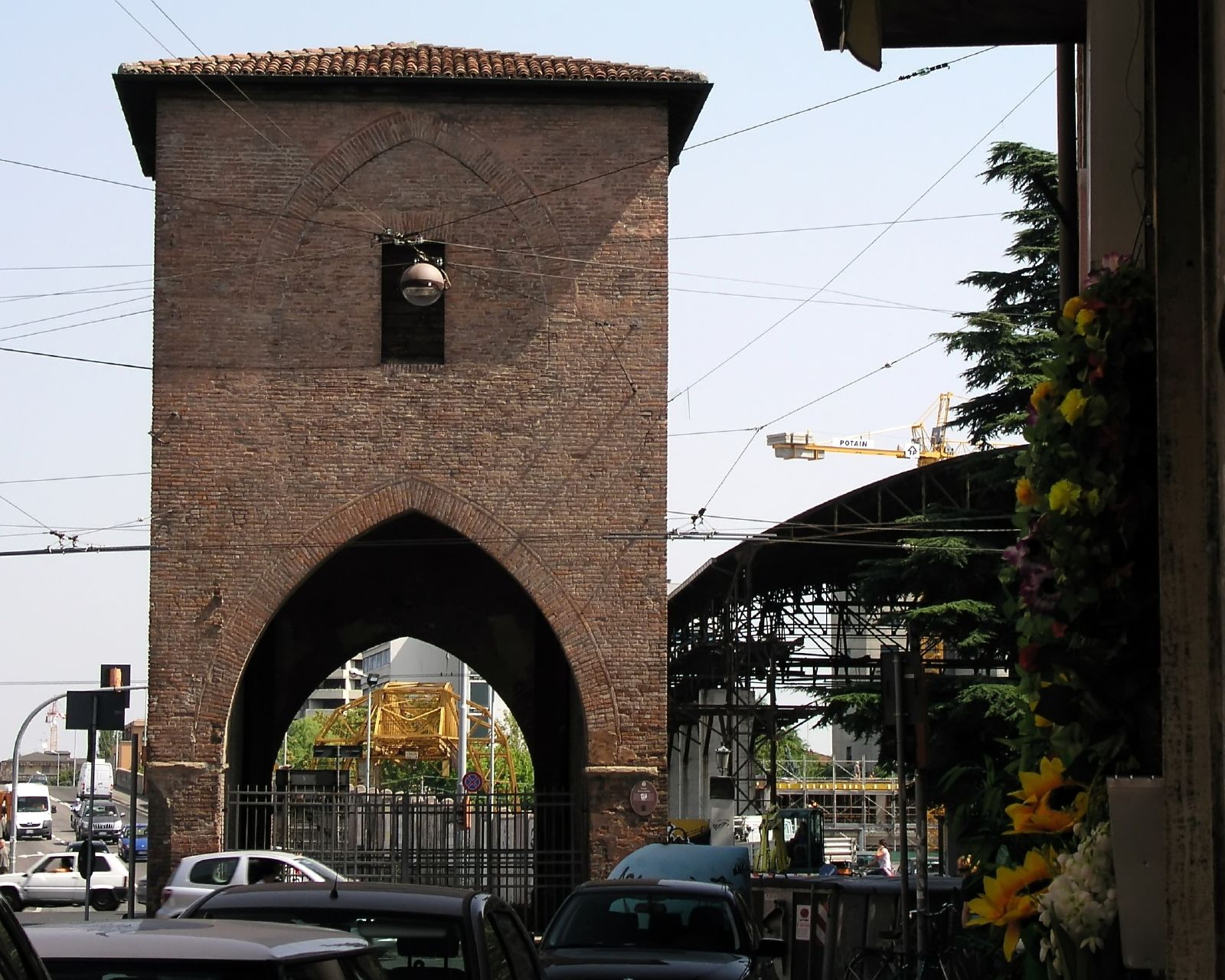
Porta Mascarella
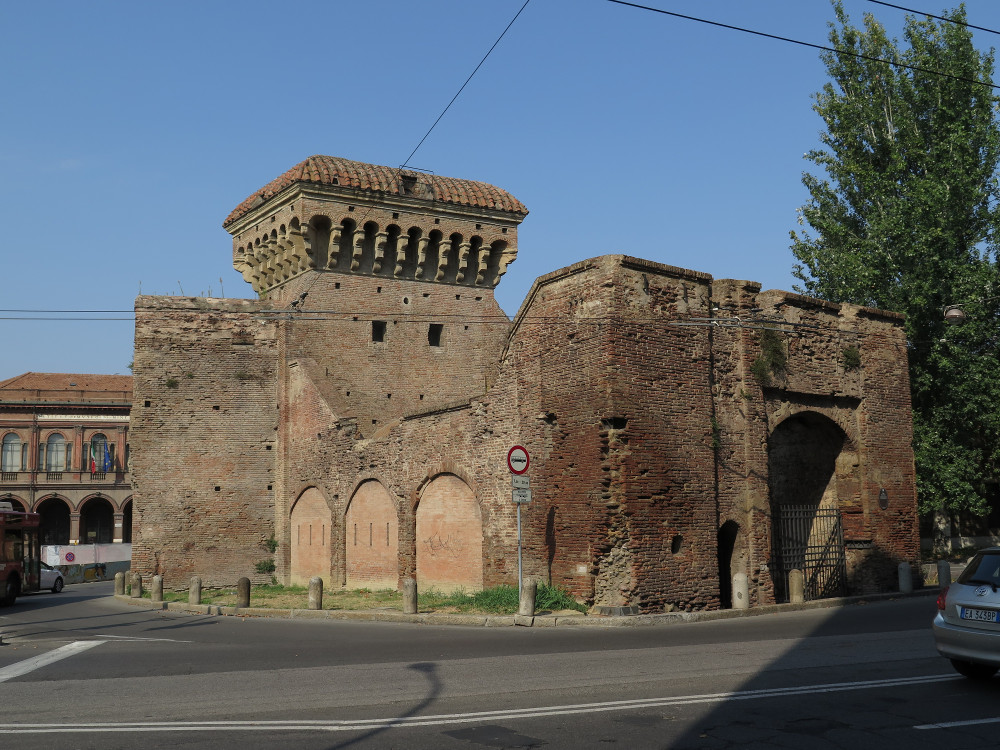
Porta San Donato
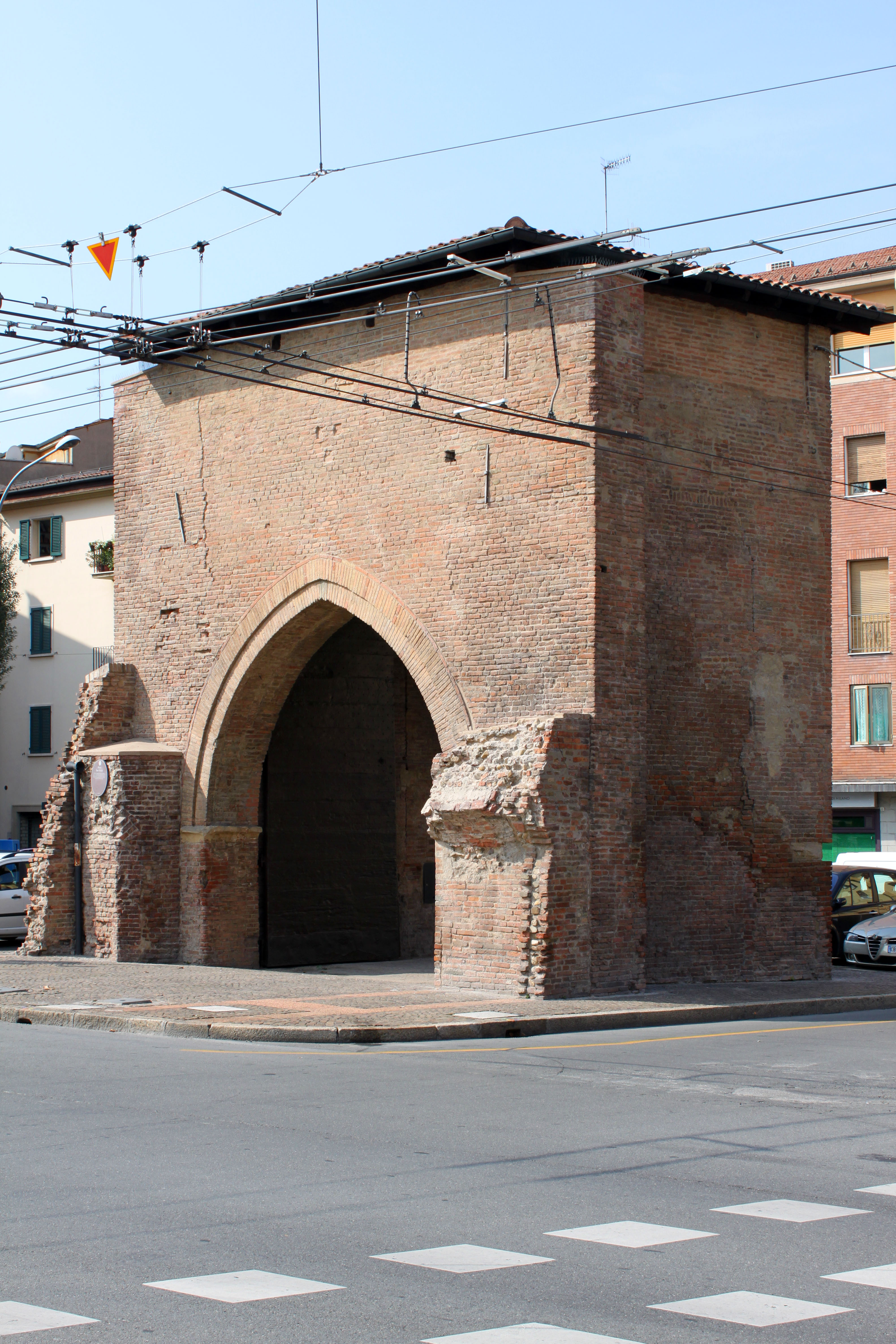
Porta San Vitale

Ursprünglich öffnete sich an der Via del Pratello ein dreizehntes Tor, das als Porta Peradelli (oder „del Peradello“, nach dem ursprünglichen Namen des Viertels „Borgo Peradello“) bekannt war. 1445 wurde dieses Tor nach den Unruhen im Zusammenhang mit der Ermordung von Annibale I. Bentivoglio geschlossen. An der Außenseite der Mauern sind noch Spuren des Torbogens zu sehen. Um anstelle der verschlossenen „Porta del Peradello“ eine Öffnung nach Westen zu schaffen, wurde 1568 die Porta Sant’Isaia errichtet.
Die erste bedeutende Änderung des Entwurfs aus dem 13. Jahrhundert geht auf das 14. Jahrhundert zurück, als Vorbauten zum Schutz der Zugbrücken errichtet wurden, die noch in Porta San Donato und Mascarella erhalten sind. Zwischen dem 15. und 16. Jahrhundert nahmen die Tore einen repräsentativen Charakter an und wurden umgebaut, die in einigen Fällen den Charakter des 13. Jahrhunderts veränderten. Im Jahr 1568 wurde die Porta Sant’Isaia errichtet, die das geschlossene Pratello-Tor ersetzte. Die bedeutendsten Eingriffe in den folgenden Jahrhunderten (18. und 19. Jahrhundert) waren die Umgestaltung der Tore San Felice und Castiglione sowie der Neubau der Porta Santo Stefano.

### Der Abrissplan
Zwischen 1902 und 1906 wurden die Mauern des dritten Ringes gemäß den Richtlinien des 1889 erstellten Stadtentwicklungsplans abgerissen. Die Befürworter des Abrisses sahen in diesen Mauern eine Einschränkung für die Stadtentwicklung und – aufgrund ihres Verfalls – ein Problem für den öffentlichen Raum und die Gesundheit der Innenstadt. Sie beriefen sich auf städtebauliche Modelle des späten 19. Jahrhunderts, wie jenes, das Baron Haussmann im Auftrag von Napoleon III. auf das Stadtzentrum von Paris angewandt hatte (wobei die alte mittelalterliche Stadt buchstäblich abgetragen wurde) und vor allem auf jenes von Wien, wo auf Anordnung von Kaiser Franz Joseph I. der mittelalterliche Mauerring abgerissen und durch die Ringstraße ersetzt wurde.
Das Hauptmotiv für diese Lösung war jedoch sozialer und wirtschaftlicher Natur: Aufgrund eines Baustillstandes waren viele Maurer arbeitslos, so dass sie den Vorschlag, die Mauer abzureißen, gerne unterstützten, da sie darin die lang ersehnte Chance auf Arbeit sahen. Außerdem konnte die Gemeinde die großen Flächen, die zuvor von den Mauern, dem Graben und vor allem dem Damm eingenommen wurden, bebaubar machen und damit große Gewinne erzielen. Auf diesem Grundstück stehen heute zahlreiche Villen und kleiner Häuser, die zu Beginn des 20. Jahrhunderts gebaut wurden.
Der Abrissplan löste eine heftige Kontroverse aus und spaltete die öffentliche Meinung in der Stadt. Auf der einen Seite standen die so genannten „Modernisten“ (Bürgermeister Alberto Dallolio, der Intellektuelle Rodolfo Pezzoli und die Mehrheit des Gemeinderats), die dafür eintraten, die alten Mauern abzureißen und das Gebiet nach den Grundsätzen der Stadtplanung des 19. Jahrhunderts neu zu gestalten; auf der anderen Seite die „Konservativen“ (vor allem Intellektuelle und Kulturschaffende wie Alfonso Rubbiani, Alfredo Oriani, Raffaele Faccioli, Alfredo Baruffi, Romualdo Panti und einige andere), die davon überzeugt waren, dass der historische und architektonische Wert der mittelalterlichen Mauern ihre Erhaltung rechtfertige und dass die Sanierung des Gebiets eher durch die Verbesserung der Kanalisation und die Regulierung der Baumasse erfolgen sollte.
Der Plan der Stadtverwaltung sah auch den Abriss der zwölf Tore vor, aber dank der Intervention von Alfonso Rubbiani und Giosuè Carducci, die sich für ihr historisches und künstlerisches Interesse einsetzten, konnten fast alle Tore gerettet werden, mit Ausnahme von Porta San Mamolo und Porta Sant’Isaia. Obwohl die Porta Maggiore, wie ihr Name schon sagt, früher als das wichtigste Tor von Bologna galt, wurde auch mit ihrem Abriss begonnen, der jedoch nach der Entdeckung des heute unter dem Bau aus dem 18. Jahrhundert sichtbaren Tores aus dem 13. Jahrhundert ausgesetzt wurde.

### Restaurierung der historischen Tore von Bologna
Zwischen 2007 und 2009 wurden die noch erhaltenen Türen mit Unterstützung einer Bologneser Bank und unter Beteiligung von Persönlichkeiten aus der Welt der Kultur und Unterhaltung der Stadt restauriert. Im Rahmen der Restaurierung wurden an den Behelfstüren einige Bilder und Sprüche von Persönlichkeiten aus der Musikwelt und von Bologneser Schülern angebracht, die der Stadt gewidmet sind.
Die zwischen 2007 und 2009 durchgeführten Arbeiten waren die ersten wissenschaftlichen Restaurierungsarbeiten an diesen Denkmälern. Im Rahmen von Präventivanalysen wurden sechs Bau- und Wiederaufbauphasen ermittelt. Eine Bauphase, die auf das 13. Jahrhundert zurückgeht, wurde bei allen Toren festgestellt (mit Ausnahme der im 19. Jahrhundert wieder aufgebauten Santo Stefano), die sich durch eine große Ähnlichkeit in der Konstruktion des Mauerwerks auszeichnet, das wahrscheinlich von denselben Arbeitern ausgeführt wurden.
Die Restaurierung ermöglichte es die verschiedenen Umbauphasen zu identifizieren: So wurden beispielsweise Spuren der im 14. Jahrhundert gebauten Vordächer, Spuren von gelbem Putz in den Türmen und rosa an den Mauern, die zwischen dem 15. und 16. Jahrhundert aufgetragen wurden, Renovierungen aus dem 19. Jahrhundert und Teile des Mauerwerks, das beim Abriss der Mauern zur Stützung der Tore errichtet wurde und sowohl aus wiederverwendeten Material als auch aus neuen Ziegeln bestehen, entdeckt.
Insgesamt waren 35 Arbeiter an der Restaurierung beteiligt, die an allen Türen gleichzeitig durchgeführt wurde. Die Maßnahme war in vier Phasen unterteilt: Konsolidierung, Reinigung, Wiederherstellung und Schutz.
Die am stärksten geschädigten Bereiche waren die Sandsteinteile. Für die Verfestigung wurden verschiedene Methoden angewandt: von der Durchtränkung mit Ethylsilikat bis zur lokalen Injektion von Acryl- oder Zweikomponentenharzen. In der Porta Santo Stefano wurde der Einsatz einer Maschine erprobt, die das Eindringen von Verfestigungsmaterial unter Ausnutzung des durch eine Vakuumpumpe verursachten starken Unterdrucks steuert.
Auch bei der Reinigung wurde unterschieden: Kompressen mit Gemischen aus basischen und lösungsmittelhaltigen Produkten, Sandstrahlen in Kombination mit einem System mit kontrolliertem Druckwasser, Waschen mit zerstäubtem Wasser und der Einsatz von Vibro-Meißeln und Ultraschallgeräten. Bei der Säuberung der Porta Santo Stefano kamen Spuren einiger mit einem Pinsel gemalter Straßenschilder aus dem Zweiten Weltkrieg zum Vorschein, einige davon in deutscher Sprache, die durch Vandalismus und Übermalungen verdeckt worden waren. Die Wiederherstellung des Mauerwerks wurde mit lokal zusammengesetzten Mörteln, Cocciopesto oder Marmorstaub durchgeführt. Zum Schutz der Restaurierung wurden auf alle Oberflächen wasserabweisende Schutzanstriche aufgetragen.